# Philipp Posch
Philipp Posch (* 9. Jänner 1994 in Judenburg) ist ein österreichischer Fußballspieler.

## Karriere
Posch begann seine Karriere beim TuS Kraubath. 2008 ging er in die AKA Sturm Graz. 2009 ging er in die AKA Admira Wacker Mödling. 2010 spielte er erstmals in der Regionalligamannschaft. Sein Bundesliga- und Profidebüt gab er am 16. Spieltag 2013/14 gegen die SV Ried. Im Jänner 2014 wurde er an den Zweitligisten SV Horn verliehen. Im Jänner 2015 wurde er wieder verliehen, diesmal an den TSV Hartberg.
Nach der Saison 2017/18 verließ er die Admira. Nach einem halben Jahr ohne Verein wechselte er im Jänner 2019 zum viertklassigen USV Mettersdorf.

## Persönliches
Sein jüngerer Bruder Stefan (* 1997) ist ebenfalls Fußballspieler.